# ConcordIA (série télévisée)
Production
Diffusion
ConcordIA est une série télévisée internationale d'anticipation et de science-fiction réalisée par Barbara Eder d'après un scénario de Mike Walden, Nicholas Racz et Isla van Tricht, et diffusée pour la première fois en France à partir du 11 novembre 2024 sur France 2.
Ce thriller d'anticipation est une production d'Intaglio Films (Frank Doelger) réalisée en partenariat avec l'Alliance européenne (qui regroupe France Télévisions et la chaîne de télévision publique allemande ZDF), MBC et Hulu Japan,,,.

## Synopsis
ConcordIA, une ville suédoise entièrement sous surveillance et administrée par une IA, s'apprête à s'agrandir et à s'implanter en Allemagne quand elle est secouée par une terrible nouvelle : un analyste du service informatique de la ville a été tué, le premier meurtre en vingt ans d'existence.
Une enquête est immédiatement ouverte par la police de Göteborg en collaboration avec les services de ConcordIA et avec une spécialiste en gestion de crise venue de Londres.

## Distribution
- Ruth Bradley : spécialiste en gestion de crise Thea Ryan
- Christiane Paul : Juliane Ericksen, directrice du projet ConcordIA
- Steven Sowah : Noah Ericksen, le fils de Juliane
- Nanna Blondell : Isabelle Larson, compagne de Noah Ericksen
- Ahd Kamel : Fatemah Amin, investisseuse dans le projet ConcordIA
- Duncan Green : Dr Peter Blom, membre du CA du projet ConcordIA
- Louis Landau : Oliver Miller, analyste du service informatique de la ville ConcordIA
- Kento Nakajima : A.J. Oba, chef du service informatique de la ville ConcordIA
- Joséphine Jobert : Mathilde, analyste du service informatique de la ville ConcordIA
- Hugo Becker : Alexandre, le mari de Thea Ryan
- Cara Kelly : Veronica Ryan, la mère de Thea Ryan
- Karoline Eichhorn : Hanna Dremer, maire de Leipzig
- Jonas Nay : Léon, chef du groupe d'activistes "Les Sans Visages" ("The Faceless")
- Maeve Metelka : Tessa Vogel, membre du groupe d'activistes "Les Sans Visages"
- Alba Gaïa Bellugi : Élodie Cailleux
- Set Sjöstrand : Oskar Eklund, OPJ de Göteborg
- Mohamed Achour : Azeem Mahmoud
- Niccolò Senni : Marco Vieri
- Peter Seaton-Clark : Adrian Prays
- Alice Dwyer : Marie
- Dietrich Hollinderbäumer : Edvin Olafsson
- Barbara Venturato : Anna Perillo
- Dulcie Smart : Mme Cathy Miller, mère d'Oliver Miller

## Production

### Genèse et développement
De 2011 à 2019, Frank Doelger est un des deux producteurs de Game of Thrones, la série fantastico-médiévale la plus diffusée dans le monde. En 2019, il fonde la société Intaglio Films, une coentreprise formée par la société allemande de production Beta Film et ZDF Enterprises,,, et lance la production de la série de science-fiction écologique Abysses (The Swarm),,.
En 2022, Doelger produit ConcordIA, une série d'anticipation coproduite avec l'Alliance Européenne,,,,.
La série est basée sur une idée originale de Mike Walden, le scénario est écrit par Mike Walden, Nicholas Racz et Isla van Tricht, la réalisation est confiée à Barbara Eder et la production est assurée par Frank Doelger lui-même,,,,.
Frank Doelger explique : « Tout au long de l'Histoire, des plans visant à réimaginer la société selon des critères religieux, politiques, économiques et environnementaux ont été proposés, en particulier dans des périodes marquées par un sentiment de tumulte, de dislocation culturelle et financière et de montée de la violence, comme la nôtre. Les visionnaires à l'origine de ConcordIA pensent qu'ils disposent enfin de la technologie nécessaire pour réaliser un tel nouveau monde, mais ils découvrent qu'il n'y a aucun moyen d'empêcher le mal d'entrer, car il vient de l'intérieur »,,.
La réalisatrice Barbara Eder ajoute : « Je suis très enthousiaste à l'idée de participer à un projet dont le sujet porte à réflexion et est de plus en plus pertinent. L'exploration de la surveillance, de la vie privée et des données constitue la toile de fond de ce thriller glaçant. ConcordIA fusionne à la fois la technologie et ses abus, mais aussi la façon dont elle façonne la hiérarchie de la société »,,.

### Tournage
Le tournage de la série a lieu du 17 octobre au 11 novembre 2022 à Rome, dans le nord de l'Italie et à Leipzig en Allemagne,,,,,,,.

### Fiche technique
- Titre original : ConcordIA
- Genre : Anticipation, science-fiction
- Production : Frank Doelger[1],[2],[3],[4],[9]
- Sociétés de production : Intaglio Films en partenariat avec l'Alliance européenne (qui regroupe France Télévisions et la chaîne de télévision publique allemande ZDF), MBC et Hulu Japan[1],[2],[3],[4],[9]
- Réalisation : Barbara Eder[1],[2],[3],[4],[9],[13],[16]
- Scénario : Mike Walden, Nicholas Racz et Isla van Tricht[1],[2],[3],[4],[9],[13],[16]
- Décors : Caroline Sell (Leipzig)[14]
- Costumes : Alexis Kunze (Leipzig)[14]
- Pays de production :  Allemagne /  France /  Japon
- Langue originale : anglais[2],[3],[4]
- Format : couleur
- Nombre de saisons : 1
- Nombre d'épisodes[1],[13],[16] : 6
- Durée : 45 minutes[1],[13],[16]
- Date de première diffusion : 
  - Suède : 23 mai 2024[réf. nécessaire]
  - France : 11 novembre 2024 sur France 2[17]

## Épisodes
1. Le meurtre
2. Le soupçon
3. The Faceless
4. Secrets
5. À la chasse
6. Pas de retour